# Battenans-Varin
Battenans-Varin – miejscowość i gmina we Francji, w regionie Burgundia-Franche-Comté, w departamencie Doubs.
Według danych na rok 1990 gminę zamieszkiwały 64 osoby, a gęstość zaludnienia wynosiła 10 osób/km² (wśród 1786 gmin Franche-Comté Battenans-Varin plasuje się na 679. miejscu pod względem liczby ludności, natomiast pod względem powierzchni na miejscu 691.).